# NGC 2560
NGC 2560 est une galaxie lenticulaire située dans la constellation du Cancer. NGC 2560 a été découverte par l'astronome prussien Heinrich d'Arrest en 1862.

## Caractéristiques
Sa vitesse par rapport au fond diffus cosmologique est de 5 118 ± 17 km/s, ce qui correspond à une distance de Hubble de 75,5 ± 5,3 Mpc (∼246 millions d'al).
Selon la base de données Simbad, NGC 2560 est une galaxie LINER, c'est-à-dire une galaxie dont le noyau présente un spectre d'émission caractérisé par de larges raies d'atomes faiblement ionisés.

## Groupe de NGC 2563
La galaxie NGC 2560 fait partie du groupe de NGC 2563. En plus de NGC 2556 et de NGC 2563, ce groupe de galaxies renferme au moins 12 autres galaxies dont NGC 2556, NGC 2557, NGC 2558, NGC 2562, NGC 2563 et NGC 2569.